# Пілавов Маноліс Васильович
Маноліс Васильович Пілавов (23 березня 1964, Олексіївка, Грузинська РСР, тепер Тетріцкарський муніципалітет, мхаре Квемо-Картлі, Грузія — 3 липня 2025, Луганськ, Україна) — проросійський політик, колаборант із Росією, футбольний функціонер. Перший заступник міського голови Луганська, президент Федерації футболу Луганська. Інженер-будівельник. 

## Біографія
У 1981 року закінчив Ворошиловградський будівельний технікум, закінчив Ворошиловградський (Луганський) сільськогосподарський інститут за спеціальністю «сільськогосподарське будівництво».
У 1984—1986 роках служив у Радянській армії.
З липня 1986 року працював маляром будівельного управління № 4 тресту «Ворошиловградпромбуд», а з грудня 1986 року — майстром будівельного управління № 2 тресту «Ворошиловградпромбуд».
У грудні 1989 року призначений начальником управління виробничо-технологічної комплектації тресту «Ворошиловградпромбуд». З жовтня 1990 року був начальником житлово-експлуатаційного об'єднання Ленінського району, а згодом — Жовтневого району міста Луганська.
У 1998 році став першим заступником начальника управління житлового господарства Луганського міськвиконкому та першим заступником голови ради з питань діяльності виконавчих органів Кам'янобрідської районної ради міста Луганська.
У 2001 році закінчив Східноукраїнський національний університет імені Даля в Луганську за спеціальністю «державна служба».
У квітні 2002 року став заступником Луганського міського голови з питань діяльності виконавчих органів. У червні 2002 року призначений генеральним директором обласного комунального підприємства «Луганськвода».
З лютого 2004 року — заступник голови Кам'янобрідської районної ради міста Луганська.
З квітня 2006 року — перший заступник Луганського міського голови. Член Партії регіонів.
Від вересня до листопада 2009 року — президент футбольного клубу «Зоря» (Луганськ).
Слідче управління СБУ в Луганській області розшукувало його за ст. 258 КК України як активного учасника незаконного збройного формування.
З 2 грудня 2014 до 8 листопада 2023 року займав пост так званого «голови адміністрації міста Луганська» т. зв. ЛНР..
3 липня 2025 року внаслідок операції СБУ був ліквідований у власній автівці на вулиці Шевченка в центрі тимчасово окупованого Луганська..